# 2-Nitrobenzaldéhyde
Le 2-nitrobenzaldéhyde ou orthonitrobenzaldehyde ou o-nitrobenzaldéhyde est un composé organique aromatique. C'est un dérivé du benzène, substitué par un groupe nitro et un groupe aldéhyde en position ortho, donc l'isomère ortho du nitrobenzaldéhyde.
Le 2-nitrobenzaldéhyde est un intermédiaire dans la synthèse de l'indigo appelée synthèse de Baeyer-Drewsen de l'indigo.

## Production et synthèse
La synthèse directe du 2-nitrobenzaldéhyde par nitration du benzaldéhyde pose problème, puisque le groupe aldéhyde est un groupe orienté en meta. Ainsi l'isomère meta (le 3-nitrobenzaldéhyde), est produit à 72 % contre 19 % pour l'isomère ortho (2-nitrobenzaldéhyde), et 9 % pour l'isomère para (4-nitrobenzaldéhyde). Pour cette raison, cette nitration n'est pas faite directement.
- Une première solution est la mono-nitration du toluène à basse température en 2-nitrotoluène (produit 58 % d'isomère ortho, le reste en isomère meta et para)[9]. Le 2-nitrotoluène peut ensuite être oxydé en 2-nitrobenzaldéhyde[10],[11].
- Une autre solution consiste à oxyder le 2-nitrostyrène. Pour cela, on effectue une nitration du cinnamaldéhyde dans une solution d'anhydride acétique dans l'acide acétique, menant au 2-nitrocinnamaldéhyde[12]. Celui-ci est oxydé en acide 2-nitrocinnamique puis décarboxylé en 2-nitrostyrène. Le groupe éthylène peut ensuite être oxydé de diverses façons pour produire le 2-nitrobenzaldéhyde[13].

## Utilisation
Le 2-nitrobenzaldéhyde est un intermédiaire utilisé dans la synthèse de l'indigo, colorant insoluble dans l'eau, utilisé couramment pour teindre les jeans et d'autres produits.
La synthèse de Baeyer-Drewsen de l'indigo est une méthode de synthèse initiée par les chimistes allemands Adolf von Baeyer et Viggo Drewsen en 1882. Elle valut le prix Nobel de chimie à Adolf von Baeyer (ainsi que pour ses nombreux autres travaux).
Dans cette synthèse, deux moles de 2-nitrobenzaldéhyde sont condensées sur deux moles d'acétone en milieu basique, donnant une mole d'indigotine (indigo),,.

synthèse de Baeyer-Drewsen de l'indigo.

En 1883, Adolf von Baeyer breveta par ailleurs la synthèse de l'isatine (le premier réactif à partir duquel il synthétisa l'indigo) à partir du 2-nitrobenzaldéhyde, reposant sur le même type de réaction que la précédente :

Synthèse de l'isatine.

Le 2-nitrobenzaldéhyde peut servir de réactif à de nombreuses autres synthèses organiques, du fait de la réactivité de ses substituants.
Les dérivés de 2-nitrobenzaldéhyde peuvent aussi servir à synthétiser d'autres indigoïdes (dérivés de l'indigo), comme le carmin d'indigo ou le pourpre de Tyr.